# Parafia Matki Boskiej Jasnogórskiej w Los Angeles
Parafia Matki Boskiej Jasnogórskiej w Los Angeles (ang. Our Lady of the Bright Mount Parish) – parafia rzymskokatolicka położona w Los Angeles w stanie Kalifornia, Stany Zjednoczone.
Jest ona wieloetniczną parafią w archidiecezji Los Angeles, z mszą św. w j. polskim, dla polskich imigrantów.
Nadzór klerycki sprawowany przez Towarzystwo Chrystusowe dla Polonii Zagranicznej.
Misja została dedykowana Matce Boskiej Częstochowskiej.

## Historia
25 listopada 1926 założono pierwszą polonijną parafię w Los Angeles pod wezwaniem Chrystusa Króla i poświęcenie nowo wybudowanego kościoła przy Town Avenue. 3 marca 1944 poświęcono kaplicą Matki Boskiej Jasnogórskiej na nowo zakupionej posesji z domem przy 3424 West Adams Blvd. Proboszczem został ks. Bronisław Krzemiński. 18 marca 1956 wybudowano grotę poświęconą Niepokalanemu Poczęciu Najświętszej Maryi Panny, a 9 grudnia 1956 roku, poświęcono nowo wybudowany kościół pod wezwaniem Matki Boskiej Jasnogórskiej.

16 grudnia 1973 roku ks. kardynał Tomothy Menning przekazuje parafię polską pod opiekę duszpasterską Towarzystwu Chrystusowemu dla Polonii Zagranicznej.

## Proboszczowie
- ks. Bronisław Krzemiński (1926-1954)
- ks. Stanisław Jureko (1945–1973)
- ks. Zbigniew Olbryś TChr (1973-1985)
- ks. Konrad Urbanowski TChr (1985-1991)
- ks. Andrzej Maślejak TChr (1991-1995)
- ks. Edward Mroczyński TChr (1995-2004)
- ks. Bogdan Molenda TChr (2004-2007)
- ks. Marek Ciesielski TChr (2007–2010)
- ks. Rafał Dyguła TChr (od 2010)

## Szkoły
- Polska Szkoła Sobotnia[1]

## Zgromadzenia zakonne
- Misjonarki Chrystusa Króla